# Antonio Molina Canet
Antonio Molina Canet (Xàbia, 4 de gener de 1991) és un ciclista valencià. Professional des del 2014 de la mà de l'equip Caja Rural-Seguros RGA.

## Palmarès
- 2011
  - 1r a la San Martín Proba
- 2012
  - Circuit Sollube
- 2013
  - 1r a la Volta a Navarra i vencedor d'una etapa